# Équipe d'Afghanistan féminine de cyclisme sur route
L'équipe d'Afghanistan féminine de cyclisme sur route, est une sélection de cyclistes afghanes, participant à certaines compétitions cyclistes sur route.
L'équipe, surnommée « Les petites reines de Kaboul », était composée d'un groupe de jeunes femmes afghanes qui, malgré de nombreuses difficultés, pratiquaient le cyclisme dans leur pays d'origine. Son objectif était de se qualifier pour les Jeux olympiques. En 2016, l'équipe est nommée pour le Prix Nobel de la paix.

## Histoire
En 1986, une équipe nationale féminine afghane est mise en place, mais elle cesse d'exister avec l'arrivée des talibans. En 2011, Abdul Sediq fonde une nouvelle équipe, qui comprend également sa fille Marjan Sadiqi. 
L'effectif des « petites reines de Kaboul » est composé d'une quarantaine de coureuses. Elle est entraînée par Abdul Sadiq Sadiqi, qui est également président de la Fédération cycliste afghane. En 2013, elle devient la première équipe féminine afghane à participer aux championnats d'Asie de cyclisme sur route. 
Cependant, de nombreux Afghans sont mécontents du fait que les femmes en vêtements de sport serrés se montrent sur la route avec des vélos de course, même si elles portent le hijab sous leurs casques. Les membres de l'équipe sont souvent insultés et font l'objet de jet de pierres et d'ordures pendant leur entrainement. En 2013, une coureuse a été délibérément frappée et blessée. Par conséquent, l'équipe a pris l'habitude de s'entraîner tôt le matin ou tard le soir à la périphérie de la capitale Kaboul,.
En 2016, l'équipe est nommée pour le Prix Nobel de la paix. Cette annonce avait été précédée par un appel de la chaîne de télévision italienne Rai 2 à voter pour une pétition en vue de la nomination de l'équipe pour le prix Nobel de la paix. C'est un "instrument de paix" et le "moyen de transport de l'humanité le plus démocratique". En outre, le vélo ne déclenche pas de guerres, qui sont souvent dues au pétrole et est un moyen de locomotion respectueux de l'environnement. Sur la base de cette campagne, 118 parlementaires italiens ont proposé que l'équipe d'Afghanistan féminine de cyclisme sur route soit nommée au Prix Nobel de la paix.
Le programme de cyclisme des femmes afghanes est soutenu par l'organisation à but non lucratif Mountain2Mountain de la militante américaine Shannon Galpin, qui a également écrit un livre sur l'équipe. La marque de vélos Liv by Giant, spécialisée dans les roues pour femmes, a soutenu l'équipe avec des roues et d'autres équipements. La candidature au prix Nobel, a, selon Galpin, reconnu l'audace et le courage de ces femmes pour reconquérir les rues et leur droit à faire du vélo.
En 2013, un court métrage sur l'équipe est tourné. Un documentaire plus long, Afghan cycles, est publié en 2018,. 
En 2017, toutefois, le projet est au point mort, en raison d'allégations de corruption et de différend entre Galpin et Sadiki. Certaines filles ont demandé l'asile pendant leur déplacement en Europe pour courir,. 
Après le retrait des troupes étrangères et la prise de contrôle des talibans en août 2021, il est devenu presque impossible pour les femmes de continuer à faire du vélo sur les routes publiques en Afghanistan. Certaines cyclistes se sont cachées par peur pour leur vie, tandis que d'autres ont fui le pays. En octobre 2021, l'Union cycliste internationale annonce avoir contribué à l'évacuation de 165 personnes d'Afghanistan, dont plusieurs cyclistes féminines.
En 2022, l'UCI organise un championnat féminin afghan sur route à Aigle, en Suisse, où l'UCI est basée. Une cinquantaine d'athlètes sont au départ de la course, toutes vivant hors de leur pays d'origine. La médaille d'or est remportée par Fariba Hashimi.